# Araeoncus victorianyanzae
Araeoncus victorianyanzae là một loài nhện trong họ Linyphiidae.
Loài này thuộc chi Araeoncus. Araeoncus victorianyanzae được Lucien Berland miêu tả năm 1936.